# Rejdová
Rejdová es un municipio del distrito de Rožňava en la región de Košice, Eslovaquia, con una población estimada a final del año 2024 de 721 habitantes.
Se encuentra ubicado al oeste de la región, en la cuenca hidrográfica del río Hernád, y cerca de la frontera con la región de Banská Bystrica y Hungría.

## Demografía
| Año        | 1994 | 2004     | 2014    | 2024    |
| ---------- | ---- | -------- | ------- | ------- |
| Población  | 647  | 719      | 776     | 721     |
| Diferencia |      | +11,12 % | +7,92 % | −7,08 % |

| Año        | 2023 | 2024    |
| ---------- | ---- | ------- |
| Población  | 723  | 721     |
| Diferencia |      | −0,27 % |